# Castillo de Alhama
Castillo de Alhama är ett slott i Spanien.   Det ligger i provinsen Murcia och regionen Murcia, i den sydöstra delen av landet, 300 km sydost om huvudstaden Madrid. Castillo de Alhama ligger 248 meter över havet.
Terrängen runt Castillo de Alhama är varierad. Runt Castillo de Alhama är det ganska tätbefolkat, med 56 invånare per kvadratkilometer. Närmaste större samhälle är Alhama de Murcia, 0,32 km söder om Castillo de Alhama. Trakten runt Castillo de Alhama består till största delen av jordbruksmark.